# Trà Dơn
Trà Dơn là một xã thuộc huyện Nam Trà My, tỉnh Quảng Nam, Việt Nam.

## Địa lý
Xã Trà Dơn nằm ở phía nam của huyện Nam Trà My, có vị trí địa lý:
- Phía bắc giáp huyện Bắc Trà My và xã Trà Leng
- Phía nam giáp tỉnh Kon Tum và các xã Trà Cang, Trà Tập
- Phía đông giáp xã Trà Tập và xã Trà Mai
- Phía tây giáp xã Trà Leng.

Xã Trà Dơn có diện tích 75,2 km², dân số năm 2019 là 3.429 người, mật độ dân số đạt 46 người/km².

## Hành chính
Xã được chia thành 5 thôn: 1, 2, 3, 4, 5.